# O śmiertelności

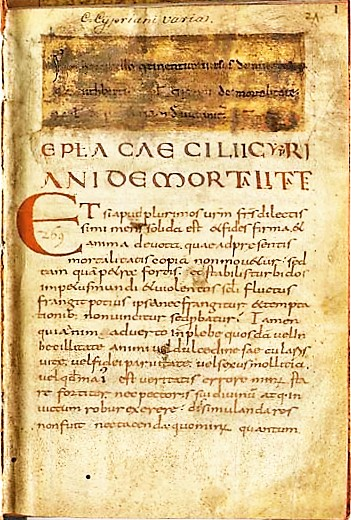
Strona manuskryptu traktatu De mortalitate (Francja, ok. 850)

O śmiertelności (łac. De mortalitate) – wczesnochrześcijański utwór autorstwa Cypriana z Kartaginy, napisany w okresie występowania w zachodniej części Cesarstwa Rzymskiego epidemii niezidentyfikowanej choroby, która wybuchła w 251 roku i trwała przez kilka lat. Traktat „O śmiertelności” odcisnął silne piętno w teologii chrześcijańskiej – był pierwszym traktatem chrześcijańskim mówiącym o teologii śmierci. W fundamentach chrześcijaństwa lokował akceptację cierpienia i umierania oraz udział wyznawców w chwale Boga po śmierci. Sam sposób w jaki autor obrazował przebieg epidemii spowodował, że była ona określana mianem „zarazy Cypriana”. De mortalitate bywa wykorzystywane przez epidemiologów do analizy przebiegu i skutków przyszłych epidemii.

## Tło historyczne
Od 251 do 254(lub być może trwała nawet 15 lat do 266 roku) w zachodniej części Cesarstwa Rzymskiego panowała epidemia. Dotarła także do Kartaginy. Prawdopodobnie pandemia miała swoje źródło w Etiopii, skąd – przez Egipt i pozostałe rejony Afryki Północnej – trafiła do Europy. Jej zakres geograficzny był określany „od Egiptu do Szkocji”. Czynnik etiologiczny nie był znany. Współcześni epidemiolodzy także nie są pewni, jaka mogła być przyczyna pandemii z 251. Wiodąca hipoteza mówi o tym, że mogła to być ospa, odra, ale nie wyklucza się także grypy lub innych chorób. Część współczesnych komentatorów określa panującą wówczas chorobę jako dżumę, ale nie wskazuje podstaw historycznych do takiego twierdzenia.
Pod względem epidemiologicznym choroba charakteryzowała się wysoką zaraźliwością. Patogen rozprzestrzeniał się przez bezpośredni kontakt z zarażonym, ale także za pośrednictwem odzieży pacjenta. Obraz kliniczny obejmował podwyższoną gorączkę, stany zapalne gardła, biegunkę, wymioty, wzmożone pragnienie, paraliż nóg, a w stanach terminalnych także gangrenę. Żadna z relacji nie wspominała o zmianach skórnych. Umieralność była wysoka. W samej Aleksandrii umrzeć miało około 67% populacji. Biograf Cypriana, Poncjusz z Kartaginy opisywał obraz epidemii: Obrzydliwa choroba, szerząc się niezmiernie i porywając codziennie niezliczone ofiary spośród ludności, nawiedziła niemal wszystkie domy wylękłego pospólstwa. Wszyscy drżeli, uciekali, unikali zarazy, porzucali swoich bez miłosierdzia, jak gdyby przez porzucenie umierającego na zarazę, można było samą zarazę usunąć. Leżały więc po całym mieście już nie ciała, ale trupy mnogiej liczby ludzi i domagały się od przechodniów miłosierdzia ze względu na wspólny los.
Współcześni przypisywali winę za istniejącą pandemię chrześcijanom, mimo że podejmowali oni różne formy pomocy, a sam Cyprian wyróżniał się poprzez prowadzoną działalność charytatywną. W społeczeństwie Kartaginy wzmagała się nienawiść do wyznawców chrześcijaństwa i do samego Cypriana, który w pierwszych latach trwania epidemii był głową lokalnej gminy chrześcijańskiej. Prześladowanie chrześcijan za panowania Decjusza podzieliło Kościół w 250 roku.

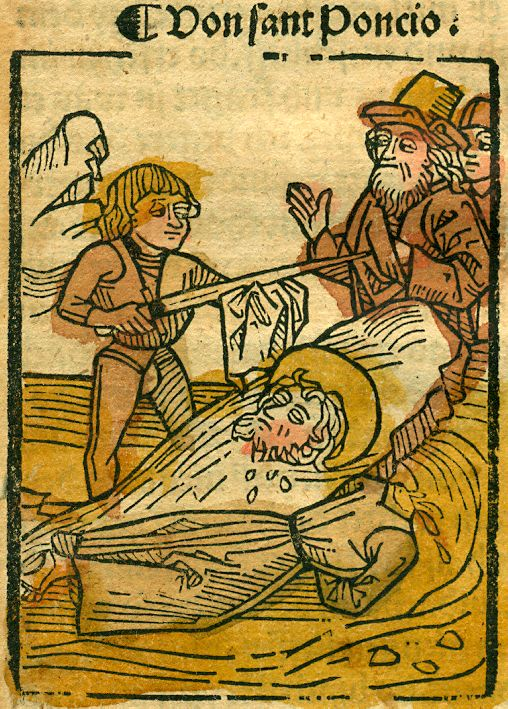
Rycina z 1482 przedstawiająca męczeństwo Cypriana.

### Autor
Cyprian urodził się w Kartaginie około roku 200 czy 210 jako Thascius Caecilius Cyprianus. Nie wywodził się z rodziny chrześcijańskiej. Pracował jako nauczyciel retoryki. Występował także w sądzie – jako prawnik lub mówca. Wiadomo, że pochodził z majętnej rodziny. Brak wiarygodnych źródeł dokumentujących wczesne lata życia Cypriana. Chrześcijaninem został dopiero w wieku średnim – pod wpływem prezbitera Cecyliana. Ochrzczony został dopiero w 246 roku. Po nawróceniu przekazał sporą część swojego majątku ubogim. Część współwyznawców była wobec niego nieufna z powodu jego wykształcenia i kariery sądowej. Cyprian szybko awansował – biskupem został w 249. W miarę rozprzestrzeniania się epidemii Cyprian poszerzał pomoc dla potrzebujących oferując opiekę medyczną nad chorymi i umierającymi. Cyprian został ofiarą prześladowań chrześcijan, które Rzym kontynuował pod rządami cesarza Waleriana I, ale nie uciekł przed zarzutami. Zmarł w Kartaginie 14 września 258 jako męczennik – został ścięty przez Rzymian.

## Treść
Traktat zaliczany jest do grupy utworów consolationes, czyli tekstów o charakterze pocieszającym. Prawdopodobnie jest spisaną wersją homilii, która pierwotnie była przekazana współwyznawcom z Kartaginy. Autor określa słuchaczy fratres dilectissimi, co może oznaczać całą wspólnotę chrześcijańską, i wyraża pełne zrozumienie dla przeżywanych cierpień i prześladowań.
De moratalitate jest pierwszym traktatem chrześcijańskim mówiącym o teologii śmierci. Tekst jest zwięzły i napisany przejrzyście. Obejmuje 26 bardzo krótkich rozdziałów, o czytelnych tytułach, zdradzających treść. Cyprian wprowadza niespotykaną wcześniej terminologię i stosuje w tekście liczne cytaty i odniesienia biblijne oraz metafory sięgające do słownictwa żołnierskiego, żeglarskiego, podróżniczego oraz rodzinno-patriotycznego. Autor przedstawia życie ludzkie jako walkę. Traktat zawiera sporo zapożyczeń, wyrażeń i koncepcji przejętych od filozofów stoickich, zwłaszcza od Seneki. Styl tekstu jest podniosły i uroczysty, a miejscami nawet patetyczny. Traktat bywa określany mianem swoistego hymnu na cześć śmierci, rozumianej jako zbawcze wydarzenie dla wiernych uznających ją za spotkanie z Chrystusem.
Stosunek Cypriana do cierpienia i prześladowań należy rozpatrywać w szerokim kontekście jego teologii – nie tylko eschatologii, ale szczególnie eklezjologii. Autor podkreślał istotę cierpienia i śmierci jako wypełniania woli Boga. Postawę karności oddawał przez słowo disciplina, a stosował je w kontekście martyrologicznym i eschatologicznym. Owa karność miała wieść ku szczęściu. Jeden z tytułów rozdziałów traktatu wskazywał, że „za szczęśliwych uważać się powinniśmy, jeśli Bóg przez śmierć wczesną wyswobadza nas od klęsk grożących”.
Nie wszyscy współwyznawcy, w pełni przyjmowali głoszone prawdy wiary. Wachlarz postaw podczas pandemii rozpinał się między strachem przed śmiercią a jej akceptacją, rozumianą jako droga wiodąca do nowego życia. Członków społeczności przerażała także wizja śmierci bliskich, a w następstwie pochówku tych zmarłych krewnych. Cyprian widział przerażenie na twarzach współbraci i tłumaczył, że nie mają powodu bać się cierpienia, a powinni bać się grzechu przeciwko Bogu. Tak ganił emocjonalne cierpienia, jakie ludzie przeżywali na myśl o utracie życia: „jakże to nierozsądnie i przewrotnie błagać, aby się działa wola Boża, a jednak, kiedy Bóg wzywa nas i woła do siebie, nie być zaraz posłusznym Jego woli!”.
Tekst Cypriana ukazuje wątpliwości i rozterki jakie towarzyszyły członkom wspólnoty chrześcijańskiej. Pobożni wyznawcy zastanawiali się, dlaczego spotyka ich śmierć równie szybko, jak Rzymian, Żydów i innych członków społeczeństwa, bowiem zakładali, że jako wiernych służących swemu Bogu, powinno ominąć cierpienie: „Dziwią się niektórzy, że ta śmiertelność wspólną nam jest z innymi ludźmi”. Inni wierni nie oczekiwali umocnienia wiary, bali się, że umrą na skutek panującej epidemii, co pozbawi ich możliwości śmierci męczeńskiej. Cyprian wyjaśniał, że zarówno sama śmierć, jak i męczeństwo nie zależą woli jednostki, ale są darem Boga, a samo cierpienie jest próbą, która przybliża jednostkę do Boga, a jej zwycięskie przetrwanie zostanie nagrodzone poprzez spotkanie z Bogiem.

Powinniśmy tedy, najmilsi bracia, często rozważać i raz po raz myśleć o tym, żeśmy się świata wyrzekli i że tymczasowo tylko jako goście lub podróżni tutaj przebywamy. Witajmyż więc z otwartymi rękami ten dzień, który każdemu z nas mieszkanie oznaczy, który nas z tego świata wyrwie i od sideł światowych uwolni, a do raju i królestwa nas doprowadzi. Któż bowiem będąc z dala od ojczyzny nie spieszyłby do niej z powrotem? (Cyprian: O śmiertelności, rozdz. XXVII).

Jak na utwór z grupy consolationes, tekst nie zawiera łatwych wyjaśnień i naturalnego pocieszenia. Cyprian stosuje inne argumenty, by dać uspokojenie współwyznawcom. Wyjaśnia wyznawcom, że śmierć jest odkupieniem i że należy ją przyjąć, ciesząc się na spotkanie z Bogiem. Konsekwentnie wyjaśnia także, że nie należy opłakiwać zmarłych bliskich, ponieważ oni już doznali tego spotkania. Owa, nieco przebiegła taktyka, była odmienna od tych jakie oferowało pogańskie społeczeństwo i przedstawiciele innych religii. Sposób w jaki w czasie trwania zarazy łagodził lęk słuchaczy przed śmiercią ukazywał atrakcyjność chrześcijaństwa.
Formowane przez Cypriana tezy miały kluczowe znaczenie w kształtowaniu teologii chrześcijańskiej. W fundamentach chrześcijaństwa lokował akceptację cierpienia i umierania, oraz udział w chwale po śmierci. Chrześcijaństwo oferowało odpowiedzi na pytania stawiane w czasach epidemii. Wiara chrześcijaństwa stawała się coraz silniejsza. Podsumowaniem argumentów użytych przez Cypriana w celu wzmocnienia wiary i odwagi u słuchaczy są dwa ostatnie rozdziały traktatu. Przedstawiają zniszczenie świata, z którego uwolnienie przed czasem chrześcijanin winien przyjąć z wdzięcznością, przyjmując zapewnienie, że trafi do nieba, „prawdziwego domu”, gdzie oczekiwać mają wcześniej zmarli krewni. Jak zauważał jezuicki filozof dr John H. Scourfield, podejście Cypriana do pocieszania w De mortalitate „polegało na mówieniu do głowy, a nie do serca”. Cyprian nie podejmował okazywania współczucia. W sposób bezkompromisowy odrzucał żal, jako cechę nieodpowiednią dla postaw chrześcijańskich. Wskazywał, że konsekwencją przyjęcia chrześcijańskiej wiary w zmartwychwstanie jest odrzucenie smutku. A okazywany smutek, w kontekście wiary w życie po śmierci, stanowi zaprzeczenie wierze.
Traktat „O śmiertelności” odcisnął silne piętno w teologii chrześcijańskiej. Sposób w jaki obrazował przebieg epidemii z 251 roku spowodował, że była ona określana mianem „zarazy Cypriana”. De mortalitate bywa wykorzystywane przez epidemiologów do analizy przebiegu i skutków przyszłych epidemii.

## Wydania
- Cipriano: De Mortalitate. Wyd. Editio princeps. Rzym: Giovanni Andrea Bussi, 1471. Brak numerów stron w książce
- Cyprianus: Des alten Kirchen-Lehrers und Martyrers Cyprianus Herrliche Gedancken und cewegliche Reden von der Sterbligkeit (tłum. Adam Oelschleger). Gdańsk: Simon Reinigern, 1709. Brak numerów stron w książce
- S. Thaseii Caecilii Cypriani: Liber de mortalitate et epistola Ad Demetrianvm cvm adnotationibvs sac. Ioannis Tamiettii. Avgustae Tavninorvm, 1887, s. 26.
- Święty Cyprian: Świętego Cypriana Ojca Kościoła i męczennika Dziełka pobożne na polski język przetłumaczone. Kraków: Nakładem oo. Jezuitów w Krakowie; Drukiem A. Kozińskiego, 1900, s. 101–140.
- O śmiertelności. W: św. Cyprian: Pisma. I. Traktaty. tłum., red.: ks. Dr Jan Czuj. T. XIX. Poznań: Jan Jachowski. Księgarnia Uniwersytecka, 1937, s. 252–271, seria: Pisma Ojców Kościoła w polskim tłumaczeniu pod naczelną redakcją prof. Uniwersytetu Poznańskiego Dr. Jana Sajdaka.
- św. Cyprian z Kartaginy: O śmiertelności. Sandomierz: Wydawnictwo Armoryka, 2015, s. 37, seria: Święte Księgi, Święte Teksty nr 30. ISBN 978-83-8064-006-1.